# Eire Sign

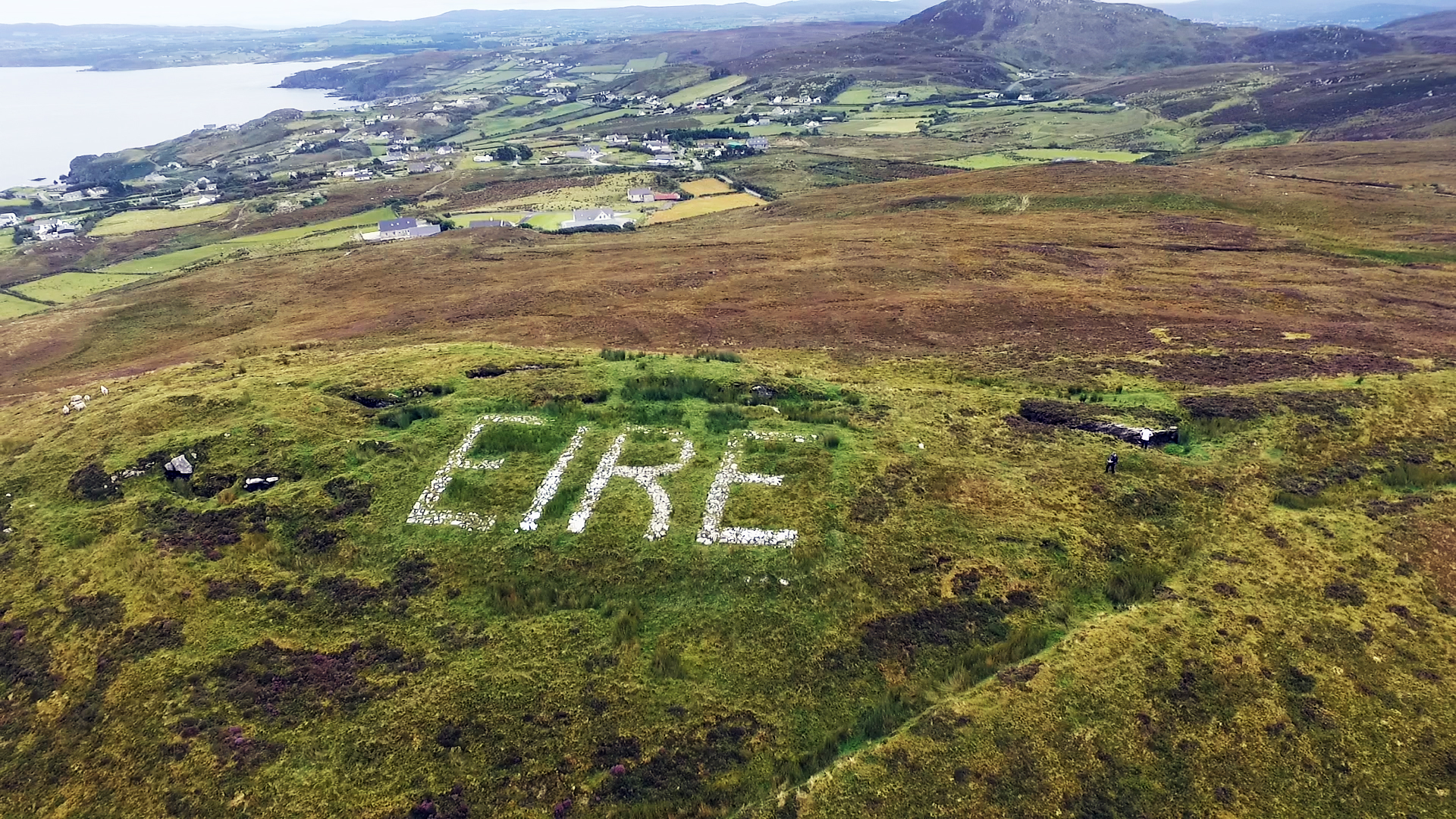
Eire Sign, Glengad Head nördlich von Culdaff, County Donegal

Als Eire Sign, auch Eire Marking, wird eine großflächige Markierung an der irischen Küste bezeichnet. Ein Eire Sign besteht aus flachen hellen Steinen, die zu Großbuchstaben zusammengelegt wurden, die aus großer Höhe und teilweise auch von See aus zu erkennen sind. Jede Markierung besteht aus der irischen Bezeichnung für Irland und einer Zahl. In einigen Fällen ist der Schriftzug in einen rechteckigen Rahmen eingefasst. Mehr als 80 solcher Gebilde wurden von den Angehörigen des Coast Watching Service im Auftrag der Irischen Streitkräfte während des Zweiten Weltkriegs ausgelegt. Ziel war es, die Küste des neutralen Staates für Flugzeuge kenntlich zu machen, um Bombardierungen, Notlandungen oder versehentlichen Anlandungen kriegsbeteiligter Schiffe vorzubeugen. Nach dem Krieg gerieten die Eire Signs in Vergessenheit und wurden teilweise überwuchert; seit den 2010er Jahren werden sie teilweise wiederhergestellt und der Öffentlichkeit zugänglich gemacht. Mehr als 20 solcher Markierungen wurden bis 2025 freigelegt und restauriert.

## Geschichte
Die Neutralität Irlands während des Zweiten Weltkriegs war prägend für die politische Periode, die in der irischen Geschichtsschreibung als „The Emergency“ (ungefähr: „Der Notstand“) bezeichnet wird. So ersuchte die Regierung beispielsweise die deutsche Seite um Zusicherungen, dass der Warenverkehr mit dem Vereinigten Königreich nicht gefährdet wird. Gleichzeitig wurde eine britische Besetzung befürchtet, zumal die damals Éire genannte junge Republik nominell ein Dominion war und zum Commonwealth gehörte.

### Die fragile irische Neutralität

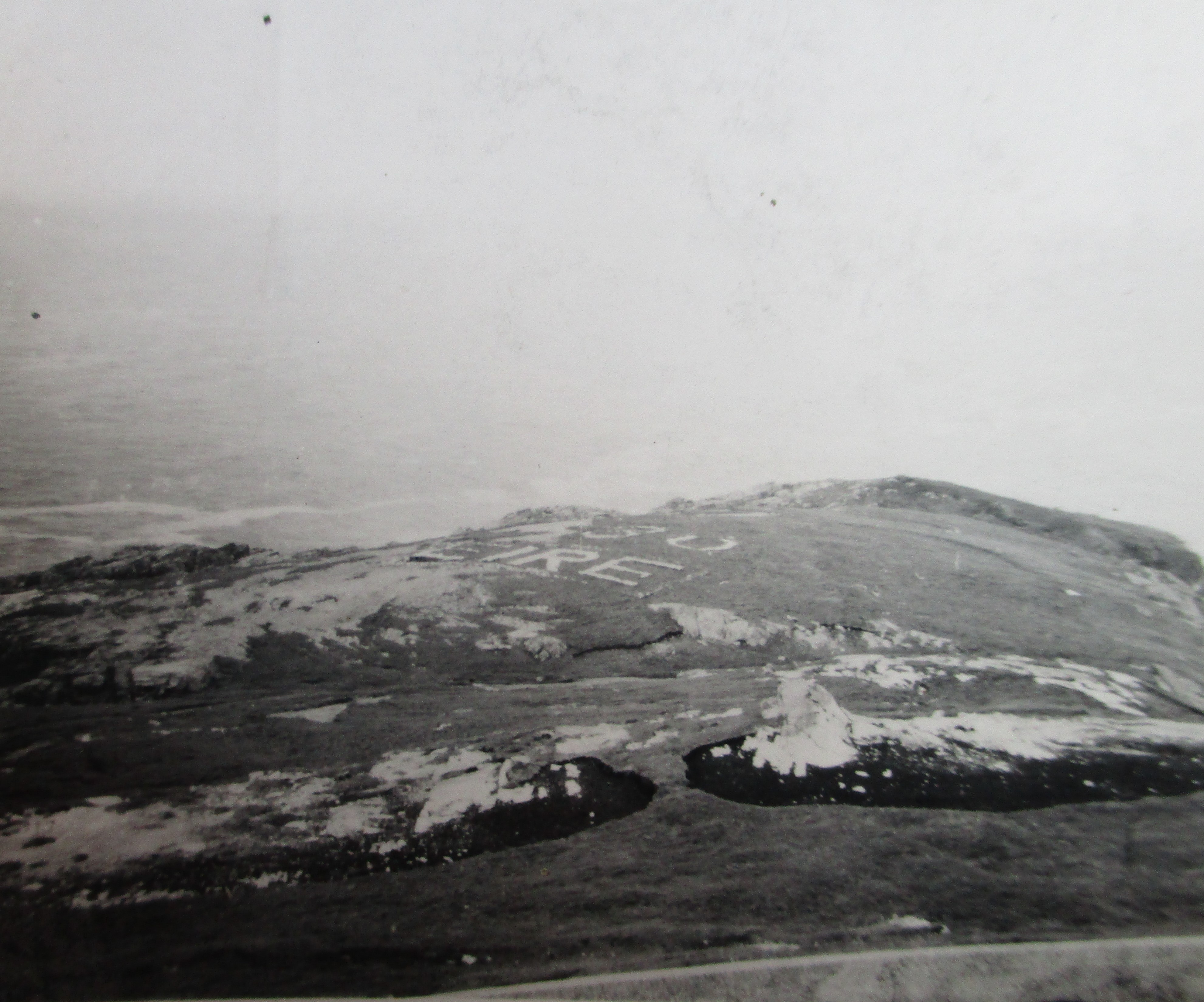
Eire Sign am Malin Head in County Donegal, zeitgenössische Aufnahme

Die Politik des Taoiseach (= Premierminister) Éamon de Valera bestand entsprechend in einem vorsichtigen Taktieren zwischen den Interessen der Kriegsgegner. So gestattete die irische Regierung der Royal Air Force die Nutzung eigenen Luftraumes, beispielsweise über Inishowen, das von den Flugzeugen überflogen wurde, die von den Luftstützpunkten um Derry aus starteten, um in den Western Approaches Jagd auf deutsche U-Boote zu machen. Bekanntestes Beispiel für diese weitgehende Auslegung der irischen Neutralität war der sogenannte „Donegal Corridor“. Hierbei wurde es britischen Flugbooten, die einen wesentlichen Beitrag zur Bekämpfung deutscher U-Boote leisteten und dafür vom nordirischen Lough Erne aus starteten, gestattet, die Grenze zu überqueren und von Ballyshannon aus auf den Nordatlantik hinauszufliegen. Eine noch konkretere Zusammenarbeit mit den britischen Streitkräften ergab sich bei der Ausarbeitung des Plan W, an dem sich im Fall einer deutschen Invasion die gemeinsamen Abwehrmaßnahmen orientieren sollten.
Kennzeichnend für die Neutralität Irlands in dieser Zeit war also, dass sich eine diskrete Kooperation mit den Streitkräften der Alliierten entwickelte. Diese konnte auch der deutschen Seite nicht verborgen bleiben, beispielsweise als De Valera die Feuerwehren von Dublin, Dundalk und Drogheda ins nördlich gelegene Belfast sandte, das durch ein deutsches  Bombardement im Mai 1941 stark getroffen worden war. Ein weiterer deutlicher Hinweis auf die fragile irische Neutralität war die Konfiszierung des Funkgeräts des deutschen Botschafters Eduard Hempel im Jahr 1943. Im selben Jahr wurde es üblich, dass US-amerikanische oder britische Flugzeugbesatzungen nach einer Notlandung an die nordirische Grenze gebracht wurden, während Angehörige der deutschen Luftwaffe und der Kriegsmarine auf dem Militärstützpunkt im Curragh of Kildare interniert wurden.

### Look Out Posts entlang der Küste

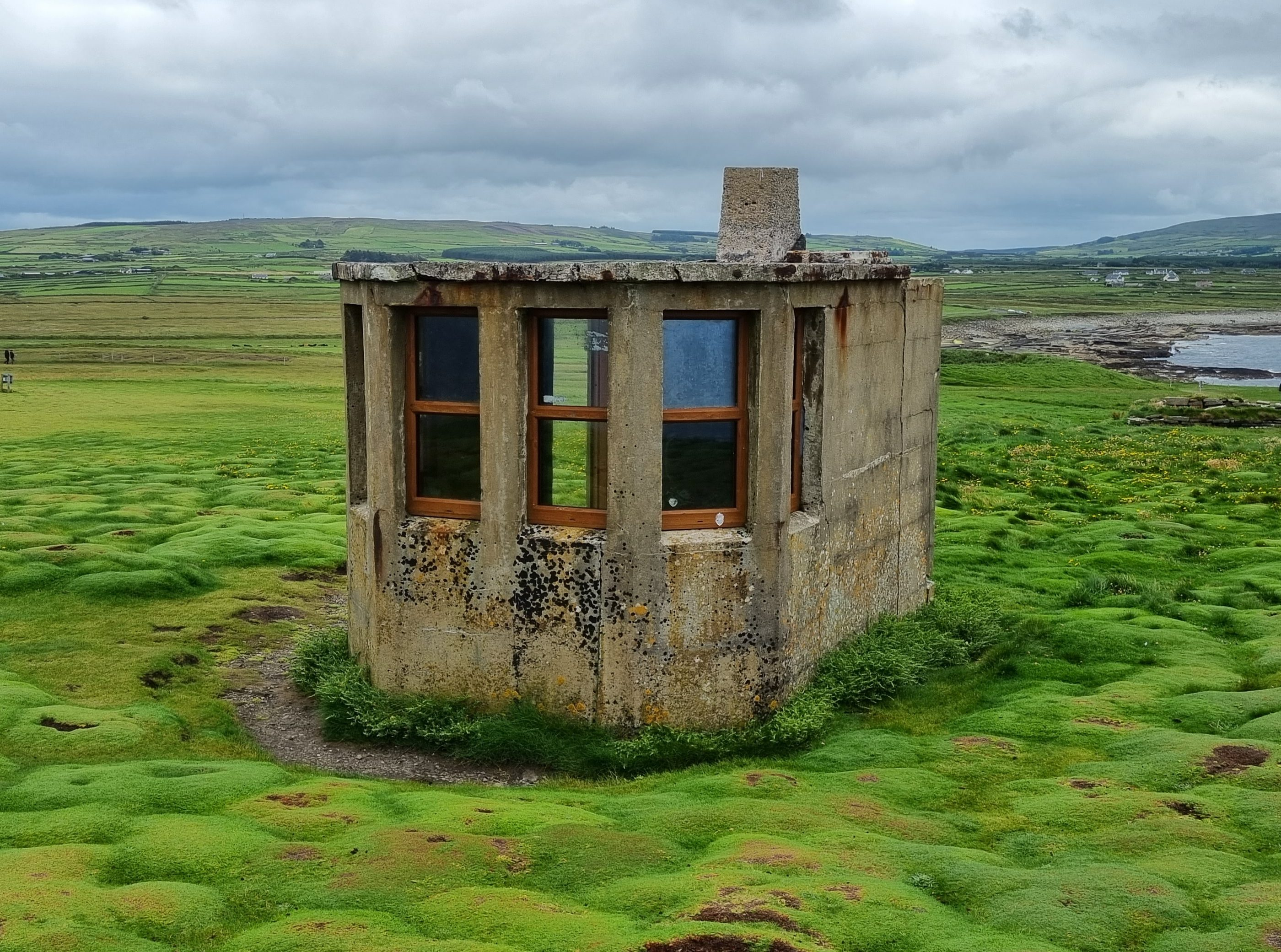
Der LOP Nr. 64 bei Downpatrick Head

Um nicht durch Annäherungen von Luft- und Seestreitkräften überrascht zu werden, wurden ab dem Jahr 1939 durch den irischen Coast Watching Service (CWS) 83 durchnummerierte Aussichtsposten entlang der gesamten irischen Küste eingerichtet – die sogenannten Look Out Posts (LOP). Deren Besatzung bestand in der Regel aus sieben bis neun ortsansässigen Freiwilligen, die unter dem Befehl von zwei Unteroffizieren der Armee standen. Die Männer des Coast Watching Service richteten sich dafür zunächst in passend erscheinenden Gebäuden oder teilweise in improvisierten Biwaks ein und verständigten sich durch Flaggensignale. Nach und nach wurden die Posten zu festen Unterständen und schließlich zu kleinen Gebäuden aus Beton ausgebaut. Jeder dieser Look Out Posts war mit einem Ofen und mit einem Telefon ausgestattet. Die meisten dieser Posten hatten eine standardisierte längliche Form – etwa 4 Meter lang und 2,7 Meter breit – mit einer Tür und einem Schornstein im hinteren Bereich sowie zwei seitlichen Fenstern und drei weiteren, die zum Meer hin ausgerichtet waren. Einen guten Eindruck über das damalige Erscheinungsbild dieser standardisierten LOP gibt das teilweise restaurierte Gebäude des Coast Watching Service am Downpatrick Head an der Nordküste des County Mayo. Es gab aber auch deutlich größere Gebäudetypen. So ist der nordöstlichste aller Posten am Malin Head an der Nordküste Donegals beispielsweise deutlich größer und hat rundum große Fenster.

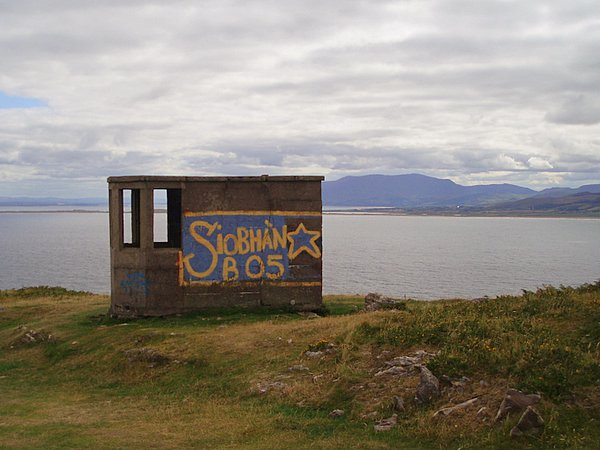
Brandon Point, Dingle-Halbinsel
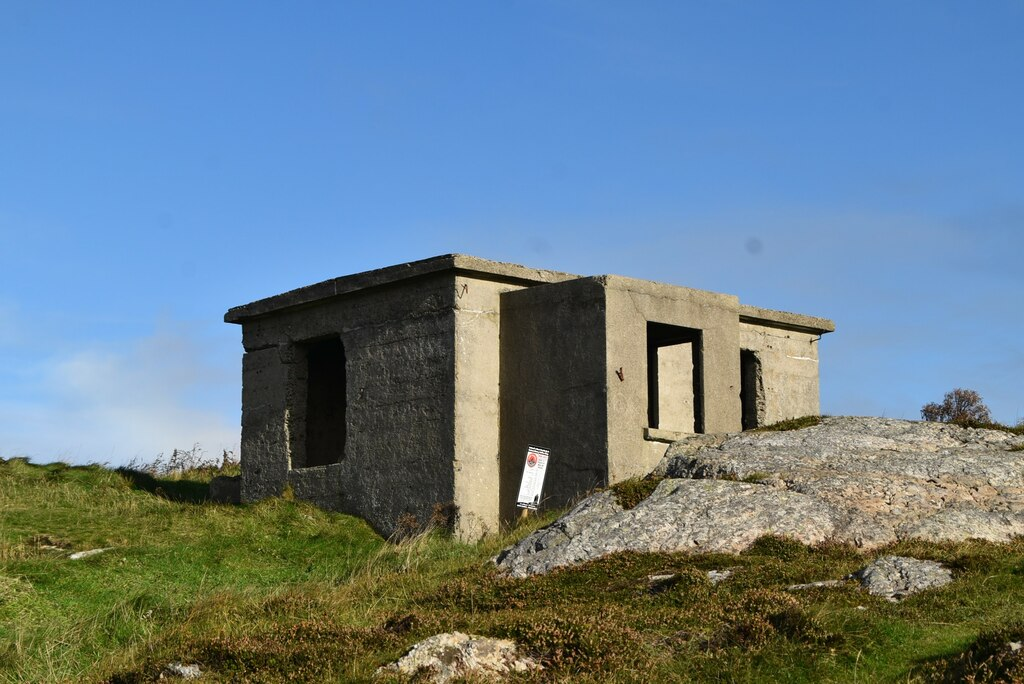
Malin Head
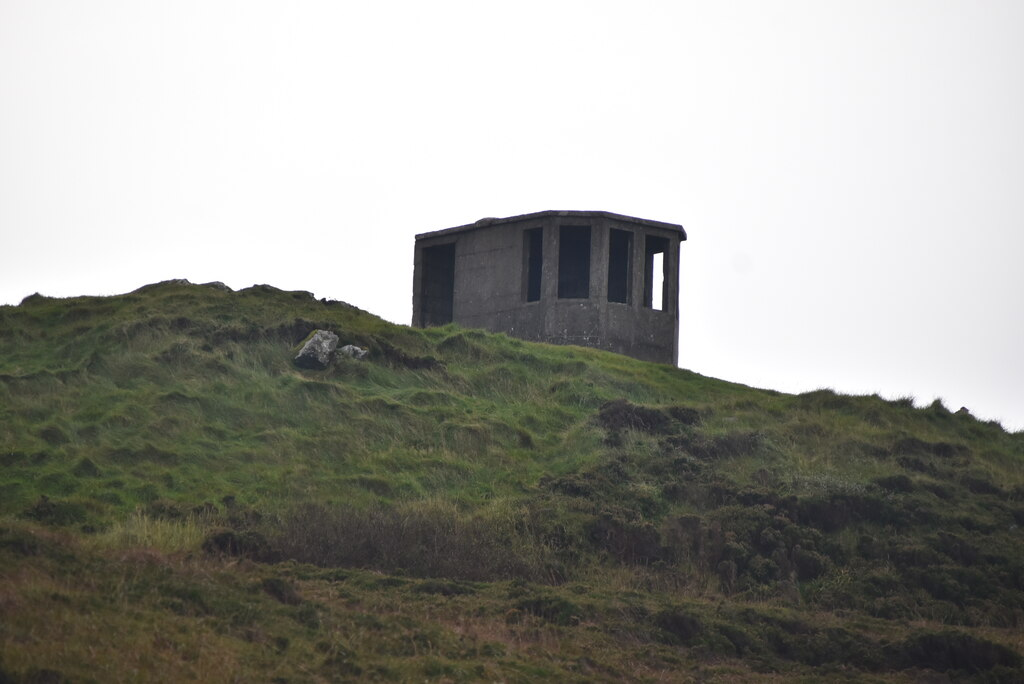
Horn Head
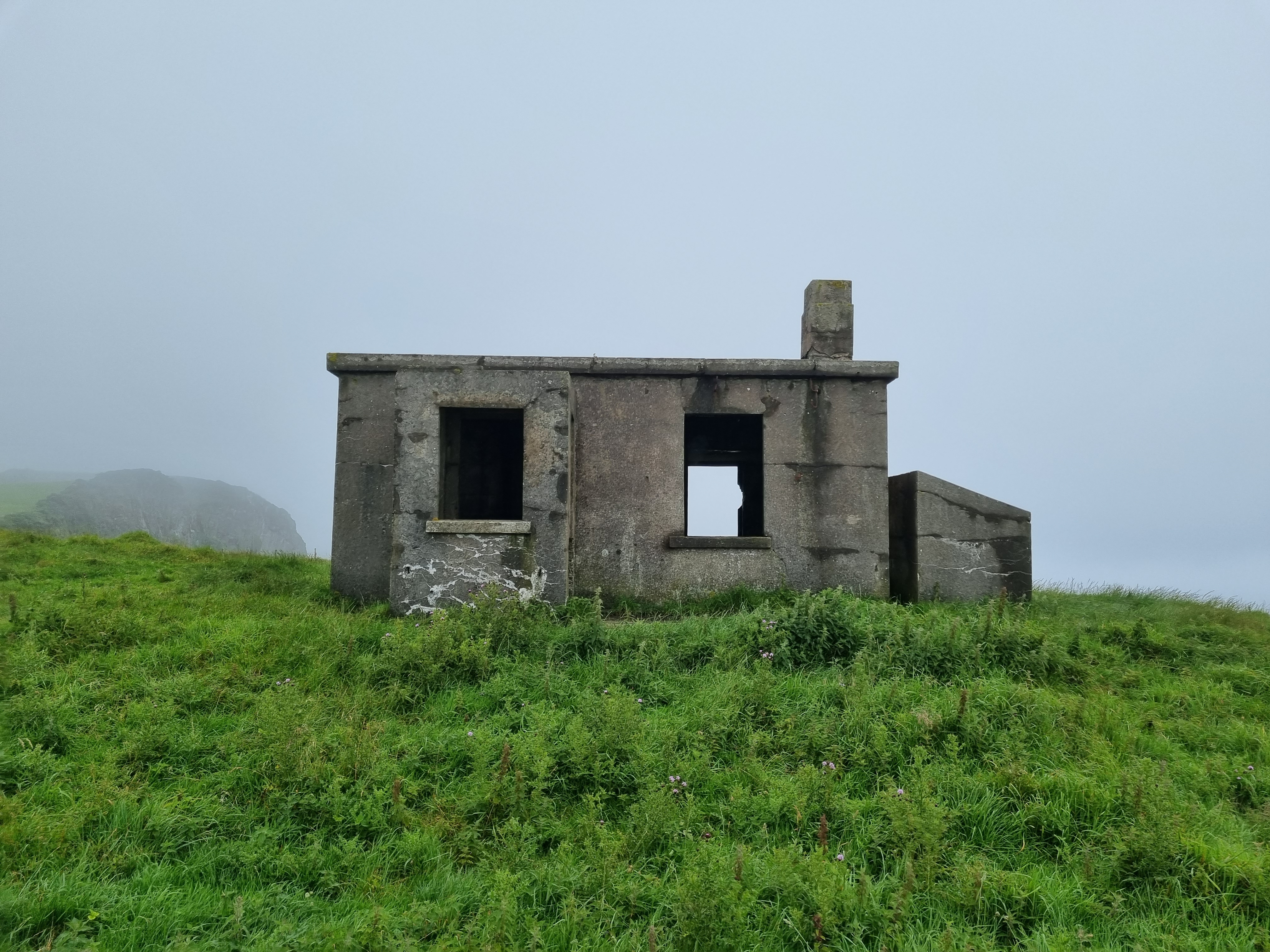
Inishowen Head

Die Kette der Look Out Posts begann mit der Nr. 1 am Ballaghan Point an der Küste des County Louth und reichte bis zur Nr. 82 an der Ostspitze der Halbinsel Inishowen in Donegal, wo sich ebenfalls ein größeres Gebäude befindet, das mit seinen zwei Räumen, der mit Stahlträgern verstärkten Betondecke und den schießschartenartigen Fenstern eher an eine sogenannte Pillbox erinnert. Zusätzlich hatte der Posten Nr. 82 eine vorgelagerte Aussichtsplattform. Der Look Out Post Nr. 83 war außer der Reihe an der Nordküste der Iveragh-Halbinsel eingerichtet worden.

### Die Errichtung der Eire Signs

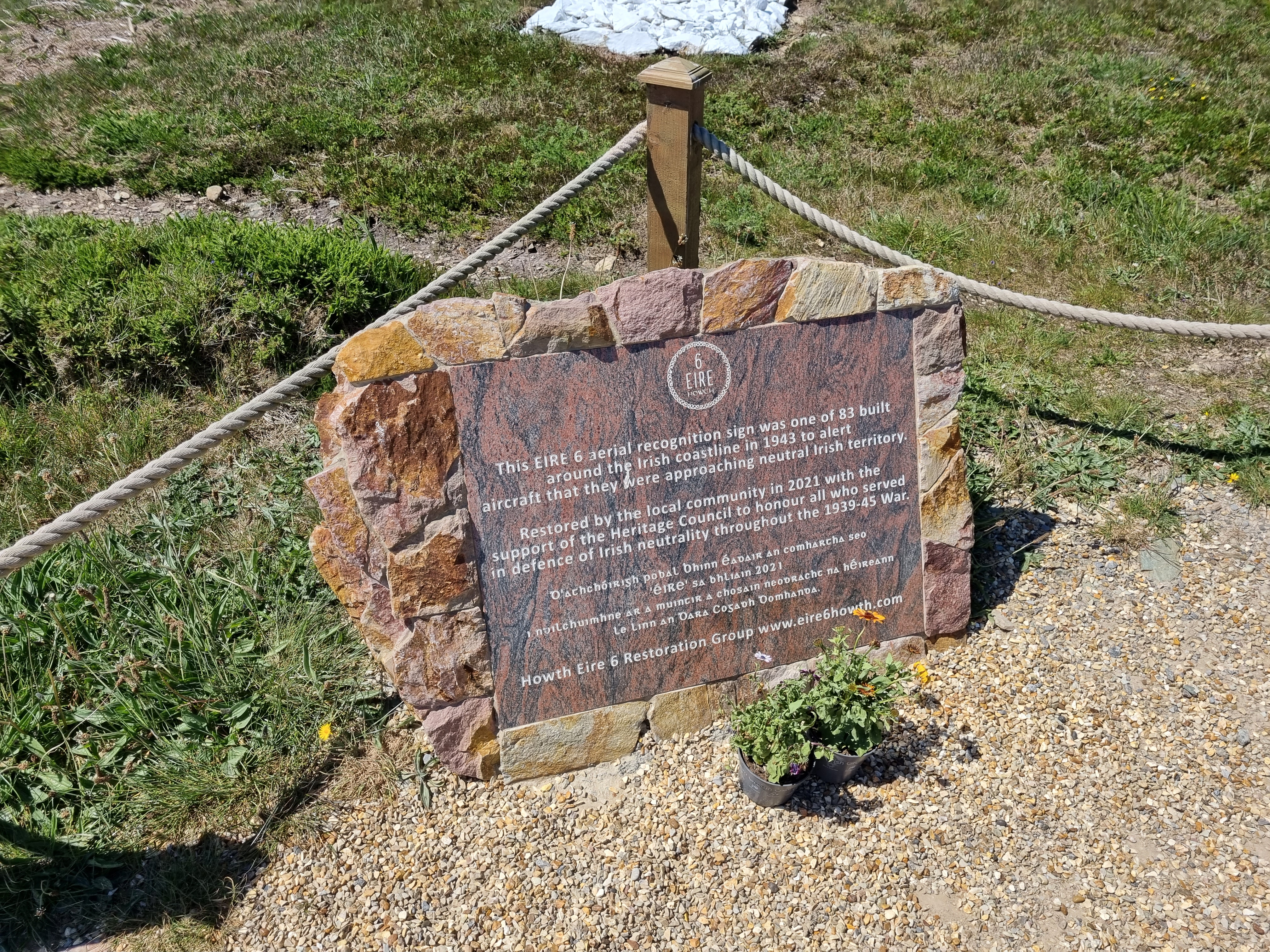
Gedenkstein beim Eire Sign von Howth

Die Angehörigen des Coast Watching Service hatten die Aufgabe, Patrouille zu laufen, dabei auf sich annähernde Schiffe oder Flugzeuge zu achten und ihr Erscheinen zu melden. Der Coast Watching Service war jedoch nicht in der Lage, ein Eindringen abzuwehren oder Zwischenfälle zu verhindern. So wurde beispielsweise die Innenstadt von Dublin im Mai 1941 von einem deutschen Flugzeug bombardiert. Mit dem Eingreifen der USA in das Kriegsgeschehen kam es zudem zu Überflügen und Abstürzen von Flugzeugen der United States Air Force, die nach der Überquerung des Atlantiks Orientierungsschwierigkeiten hatten.  Um die Anzahl solcher Zwischenfälle gering zu halten und die Neutralität Irlands nicht zu gefährden, erhielten alle Aussichtsposten im Jahr 1943 die Anweisung, großflächige Markierungen mit dem Schriftzug EIRE auszulegen und mit der Nummer ihres jeweiligen Postens zu kennzeichnen. Diese Nummern wurden auf Initiative des US-amerikanischen Gesandten David Gray an die United States Air Force weitergegeben, damit sich die Piloten der Alliierten an der irischen Küste einfacher orientieren konnten.

## Wiederentdeckung und Restaurierung

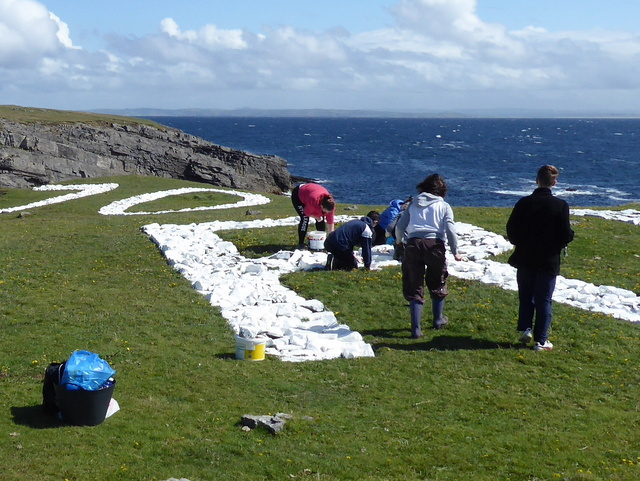
Wiederherstellung der Markierung Nr. 70 am St. Johns Point durch ortsansässige Freiwillige im Jahr 2017

Während eines Flächenbrandes auf der Halbinsel Howth Head östlich von Dublin wurde 1982 ein Schriftzug oberhalb der Klippen freigelegt, der bis dahin von Buschwerk überdeckt gewesen war. Die Markierung war von der siebenköpfigen Besatzung des LOP Nr. 6  angelegt worden, der sich etwa 300 Meter nördlich befand. Erst 2019 fand sich eine ehrenamtliche Gruppe von Anwohnern zusammen, die das Eire Sign von Howth bis 2021 in seinen Originalzustand zurückversetzte. Die Entdeckung des Eire Signs des LOP Nr. 7 bei Dalkey am gegenüberliegenden Ufer der Dublin Bay ging nicht auf einen vergleichbaren Zufall zurück, sondern ist Ergebnis einer jahrelangen akribischen Recherche, an der unter anderem der irische Historiker Michael Kennedy beteiligt war. Ein Eire Sign wurde seit längerem in der Gegend vermutet, da bekannt war, dass es an der Küste einen entsprechenden Posten des Coast Watching Service gegeben hatte. Der entscheidende Hinweis auf die Lage der Markierung ergab sich im Jahr 2018 aus der Auswertung eines historischen Fotos, auf dem ein Teil des Schriftzugs zu erkennen war. Das Eire Sign von Dalkey an der irischen Westküste wurde von einer Bürgerinitiative renoviert und im Sommer 2019 wiederhergestellt.

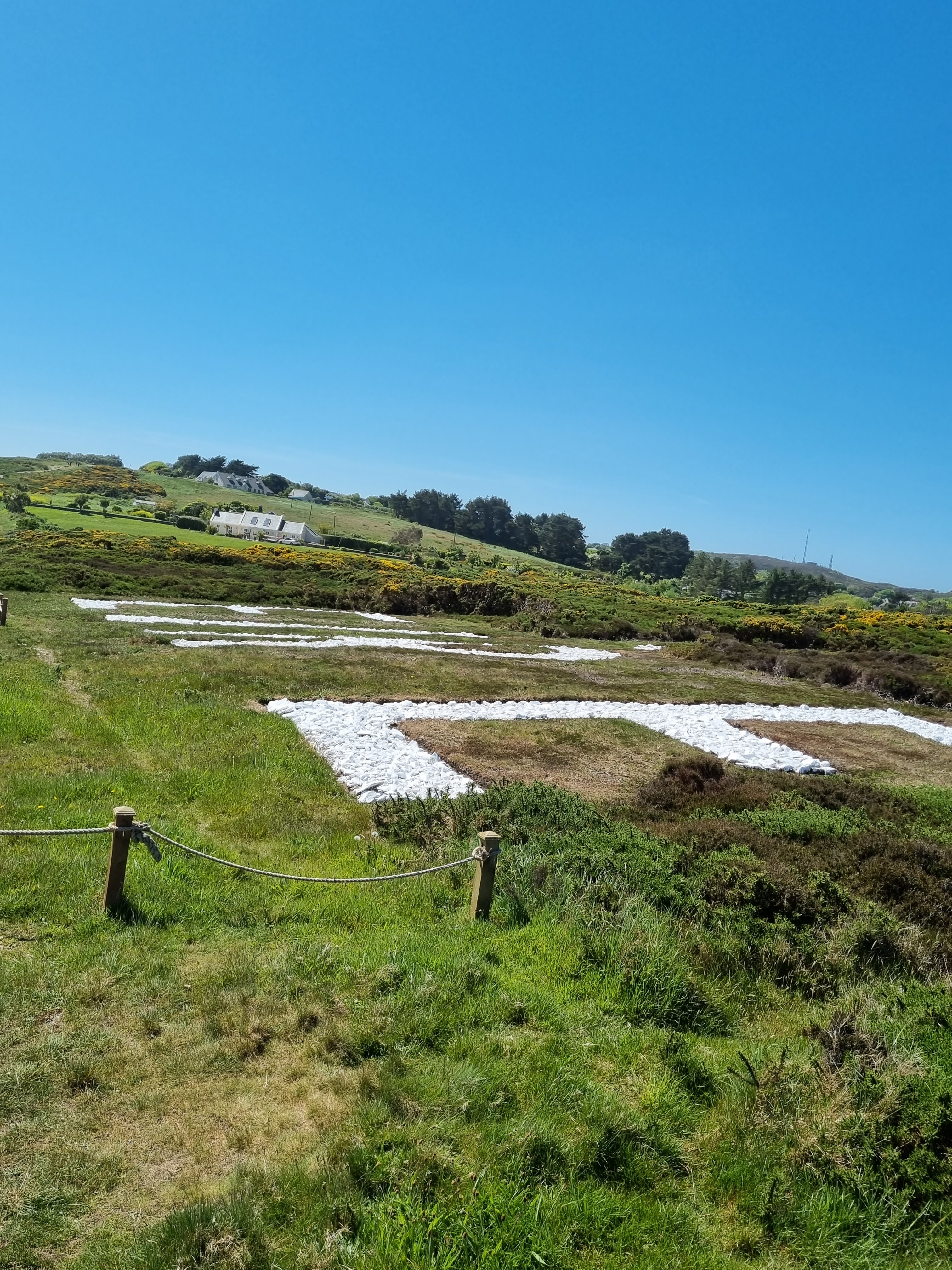
Eire Sign bei Howth
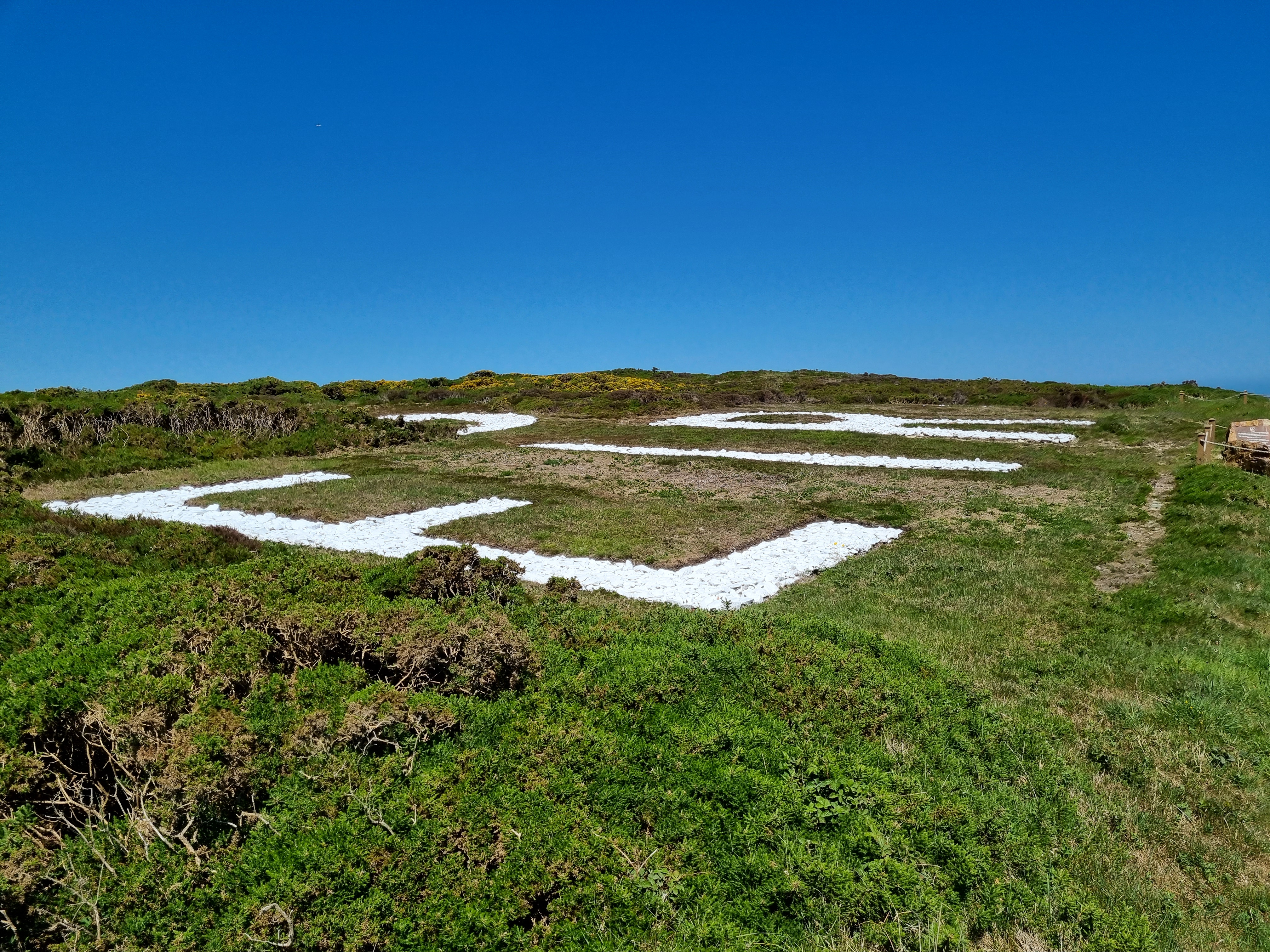
Von Westen aus gesehen
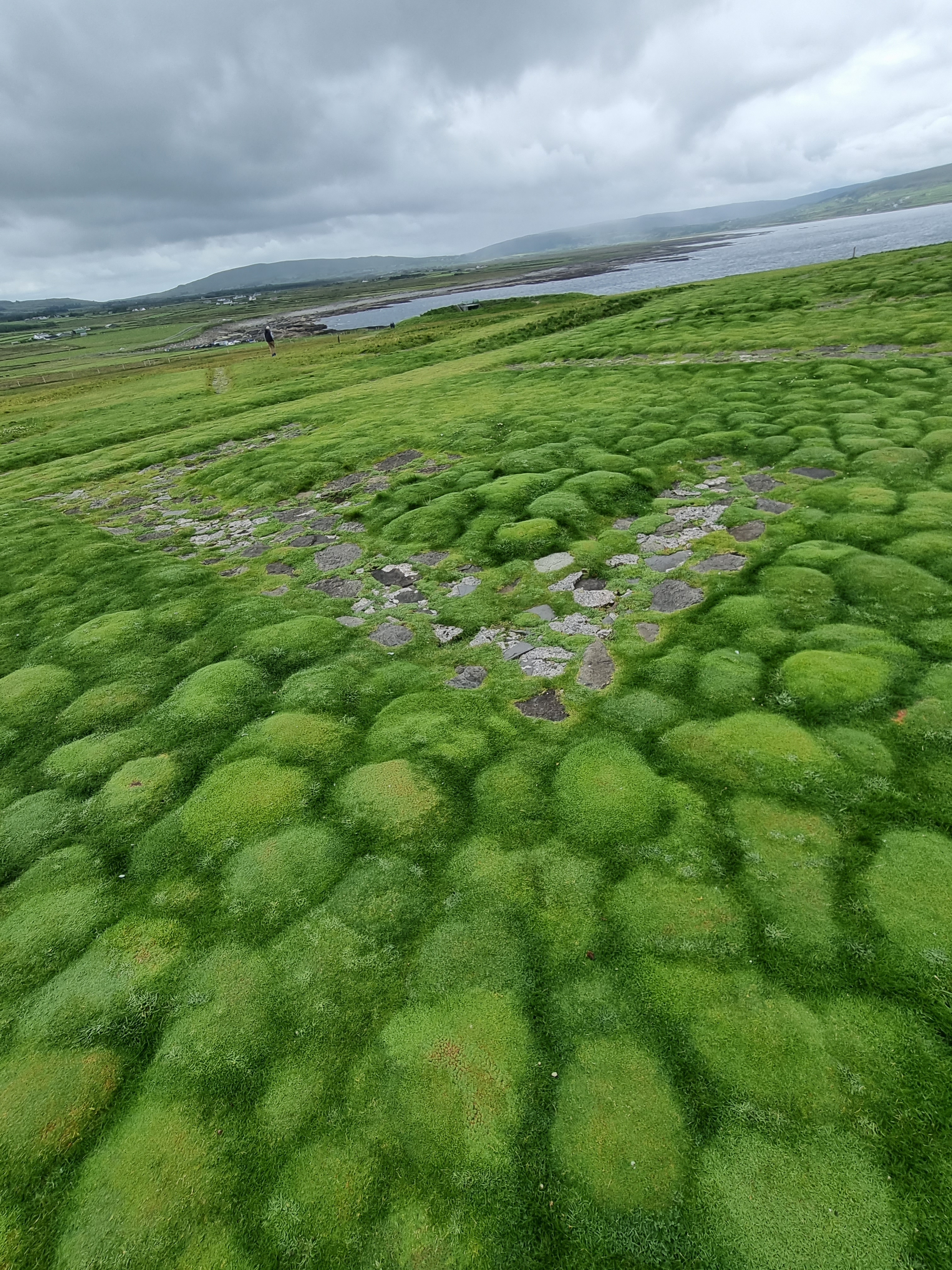
Downpatrick Head, County Mayo

Michael Kennedy, der zur Einsatzgeschichte des Cost Watching Service publiziert hat, war bereits einige Jahre zuvor ebenfalls an der Wiederentdeckung und Restauration eines weiteren Eire Sign beteiligt. Die Markierung mit der Nummer 45 befindet sich am Loop Head auf einer Halbinsel südwestlich von Kilkee im County Clare. Sie wurde als eine der ersten im Jahr 2011 wiederhergestellt. 

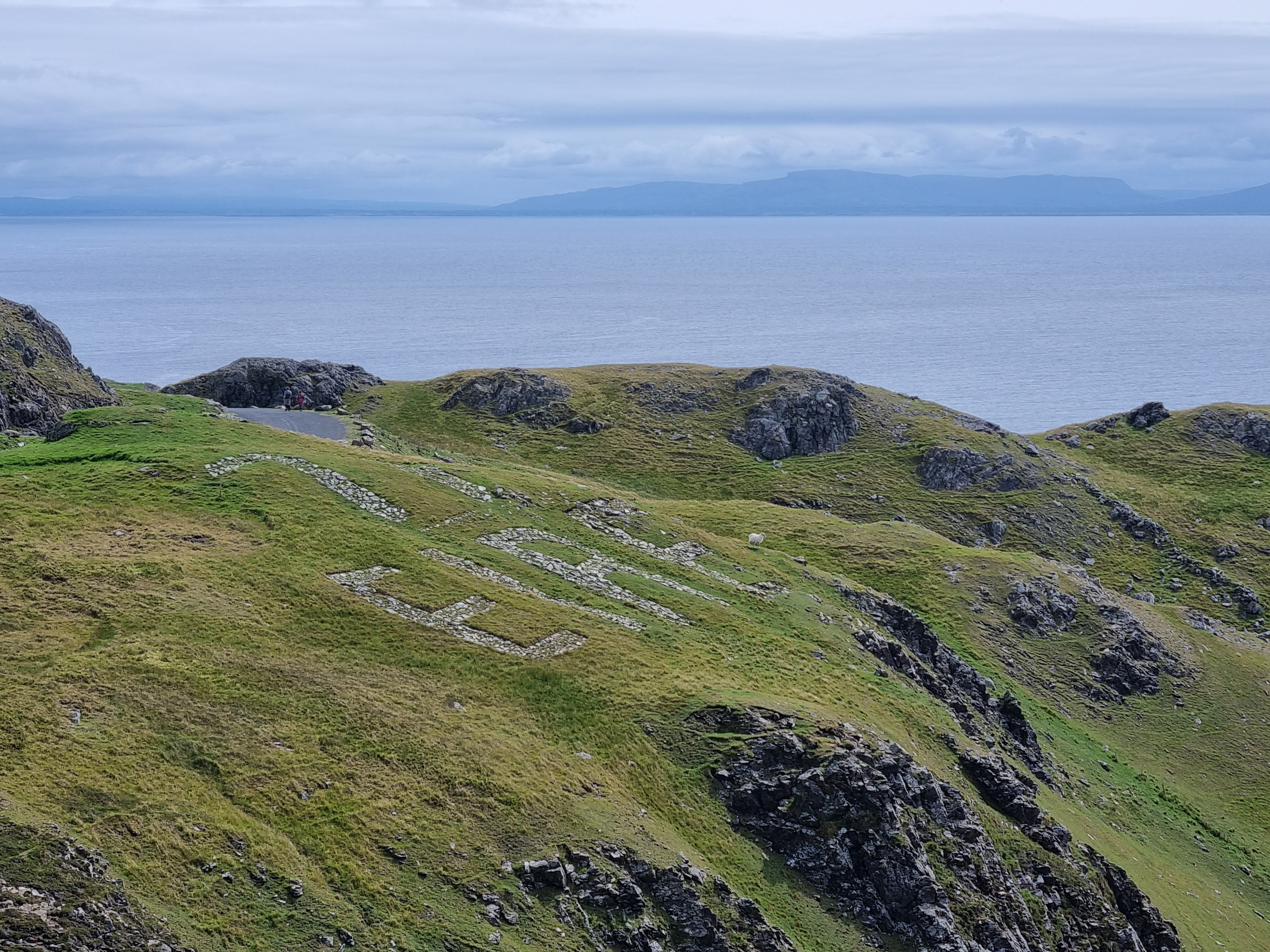
Das Eire Sign von Carrigan Head bei Slieve League wurde im Jahr 2019 renoviert

 An der südwestlichen Küste Donegals fand sich zur gleichen Zeit, als die Initiative in Dalkey tätig wurde, eine Gruppe von Freiwilligen aus den Küstenorten Carrick und Teelin zusammen, um eines der insgesamt 14 Eire Signs an der Küste Donegals wiederherzustellen. Die Steine der Markierung Nr. 71, die zum größten Teil inzwischen von Erde bedeckt waren, wurden ausgegraben, neu angeordnet und getüncht. Im Frühling 2018 war die Restaurierung des Eire Signs südlich der Klippen von Slieve League abgeschlossen. Es ist eines von zwei Eire Signs in der Gegend. Die Reste der anderen Markierung sind direkt bei dem Parkplatz an der Küste zu erkennen, von dem aus der Wanderweg entang der Klippen beginnt. Bereits ein Jahr zuvor war eine weitere Markierung unter ähnlichen Umständen wie beim Eire Sign von Howth Head etwas weiter südlich von Dublin entdeckt worden: das Eire Sign des LOP Nr. 8. Bei der Bekämpfung eines küstennahen Flächenbrands in der Nähe des Küstenorts Bray entdeckte die Besatzung eines Polizeihubschraubers 2018 einen Schriftzug oberhalb der Klippen. Identifizierbar waren die Buchstaben I, R und E.

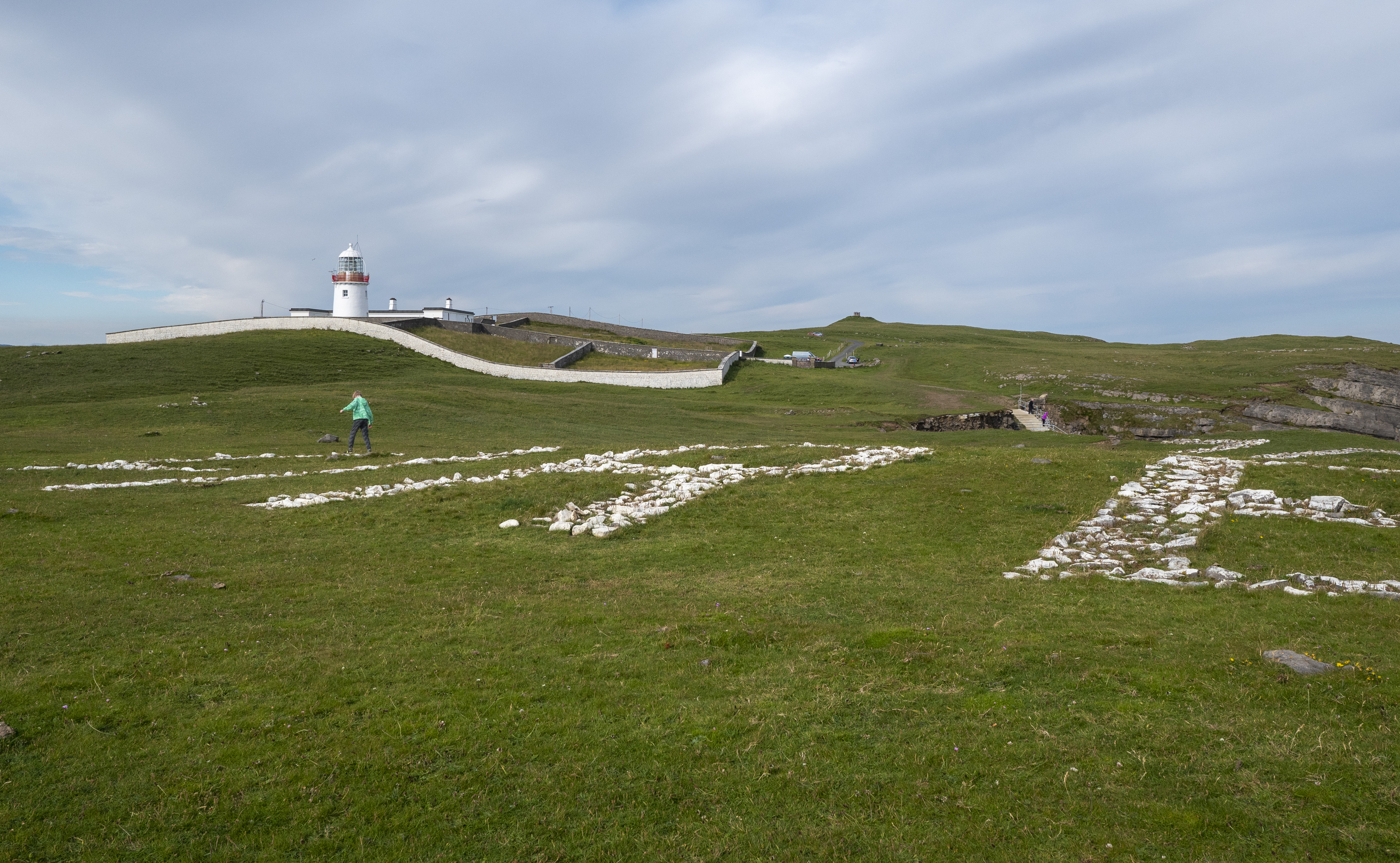
St. John's Point, County Donegal
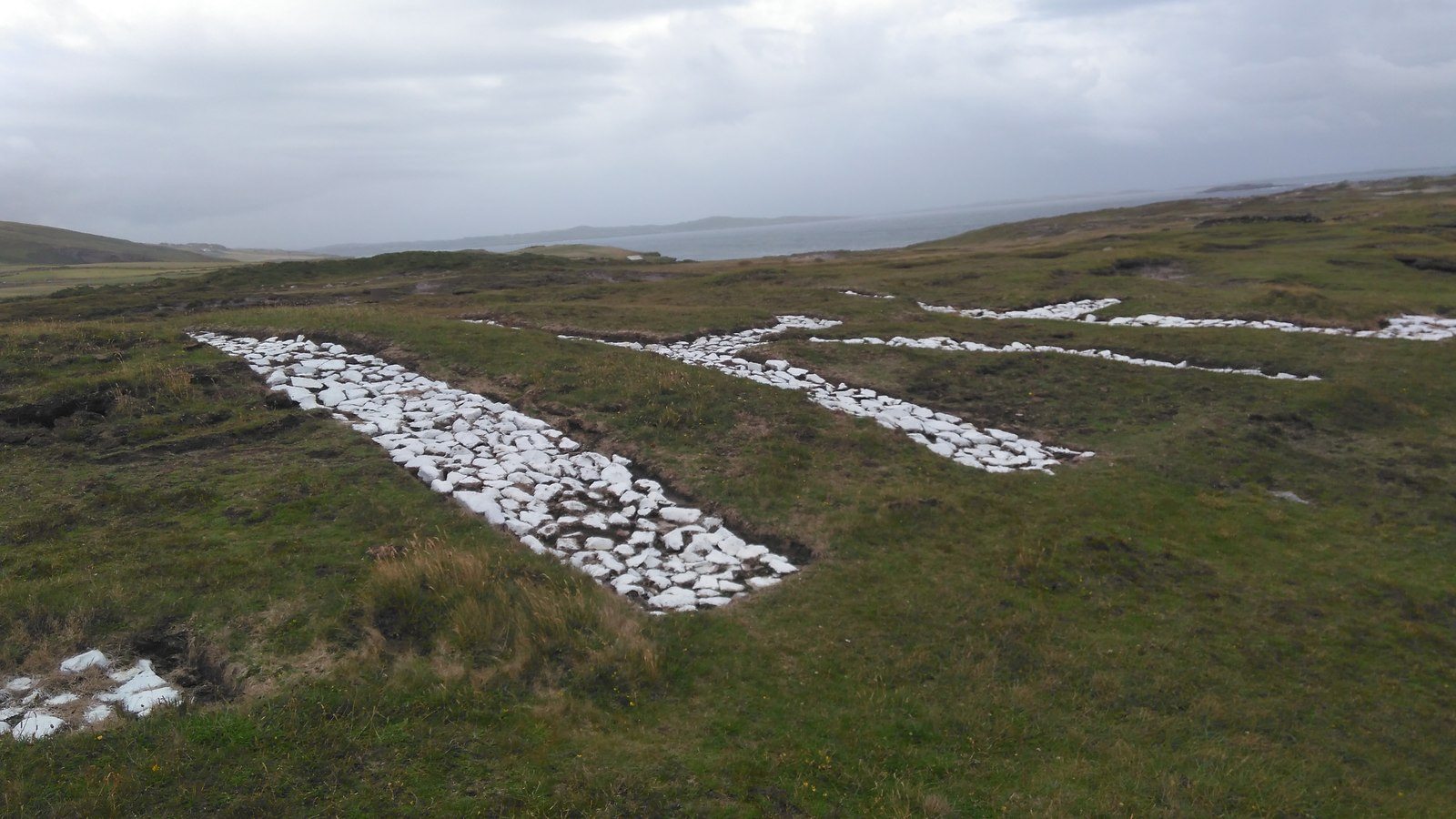
Muckross Head, County Donegal
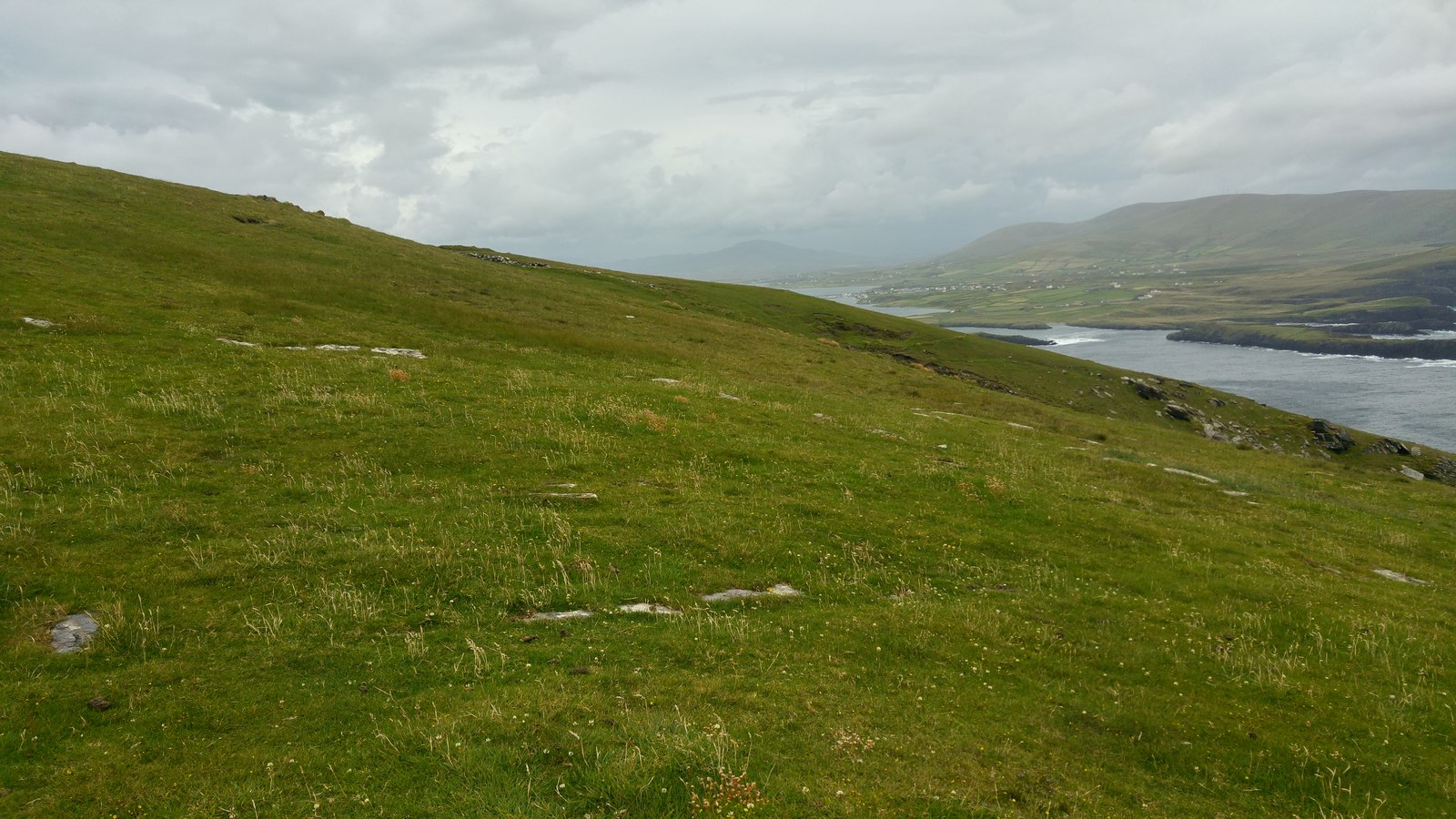
Bray Head, County Kerry

Über die Lage der nördlichsten Markierung am Inishowen Head in Donegal bestand hingegen keine Unklarheit. Die Wiederherstellung des dortigen Eire Sign wurde von der Familie des ansässigen Landbesitzers durchgeführt, von staatlicher Seite bezuschusst und von einem örtlichen Museum sachkundig begleitet. Die Restaurierung des Eire Sign mit der Nummer 82 wurde im Herbst des Jahres 2022 abgeschlossen. Mit der Restaurierung des Eire Sign Nr. 70, das sich auf der schmalen Landzunge St. John’s Point an der südwestlichen Küste Donegals befand, wurde bereits im Sommer des Jahres 2017 begonnen. Exakt ein Jahr später war die Markierung durch die Arbeit von ortsansässigen Freiwilligen wiederhergestellt.
Bis 2021 wurde etwa 25 Eire Signs wiederaufgefunden.

## Erscheinungsbild

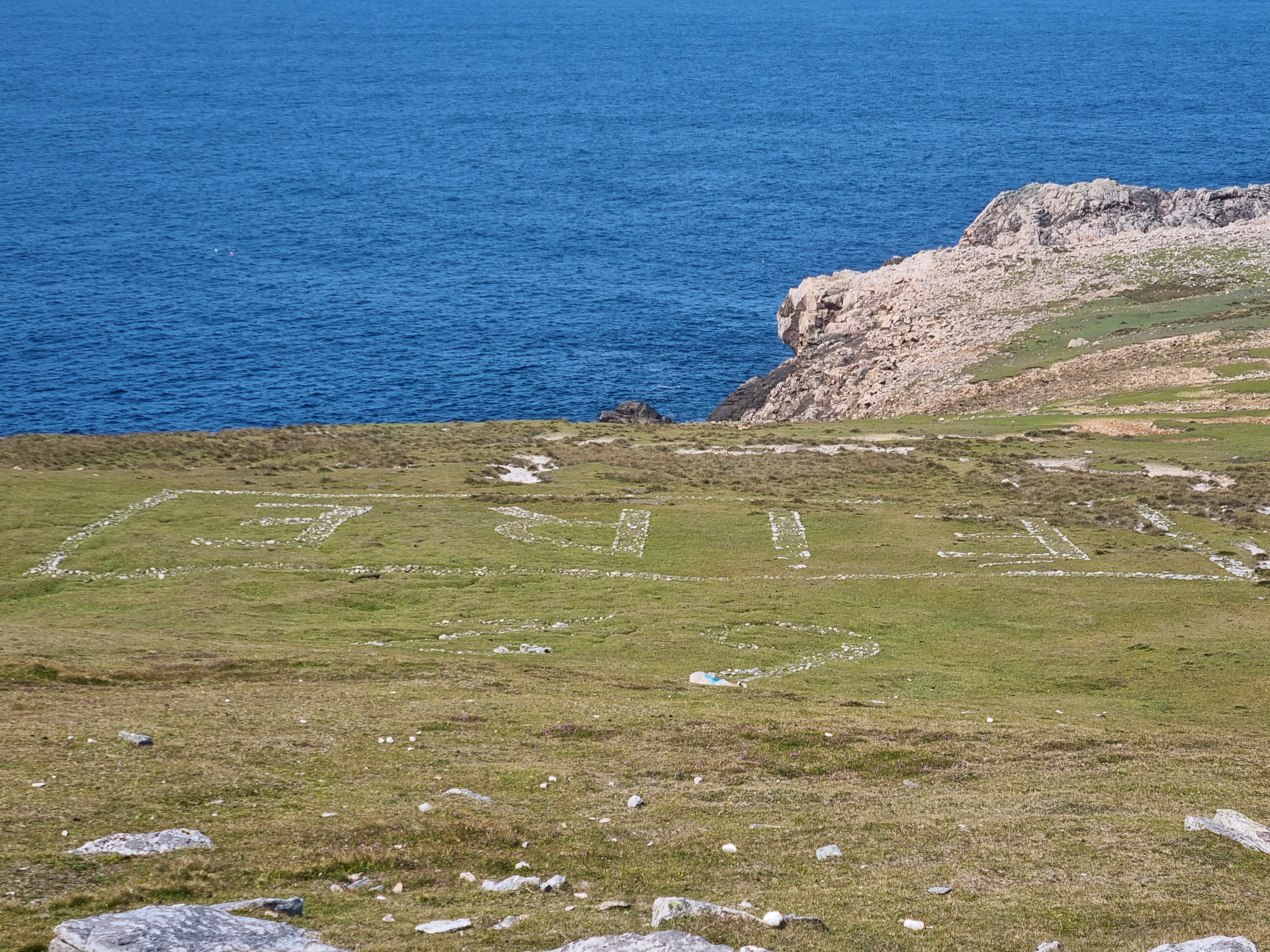
Eire Sign von Erris Head, nördlich von Belmullet

Zunächst war es den Besatzungen der Look Out Posts freigestellt, in welcher Abmessung sie ihre jeweilige Markierungen auslegen. Im Sommer 1944 erging jedoch eine Anweisung, die das Aussehen aller Eire Signs vereinheitlichen sollte. Die Buchstaben sollten rechtwinklig angelegt sein und eine Höhe von sechs Metern haben, während die Gesamtlänge der Markierung zwölf Meter betragen sollte. Der charakteristische Akzent oberhalb des E wurde dabei weggelassen. Einige Besatzungen rahmten den Schriftzug zusätzlich, so beispielsweise beim Eire Sign von Erris Head an der Nordspitze der Halbinsel An Muirthead.